# Какаху

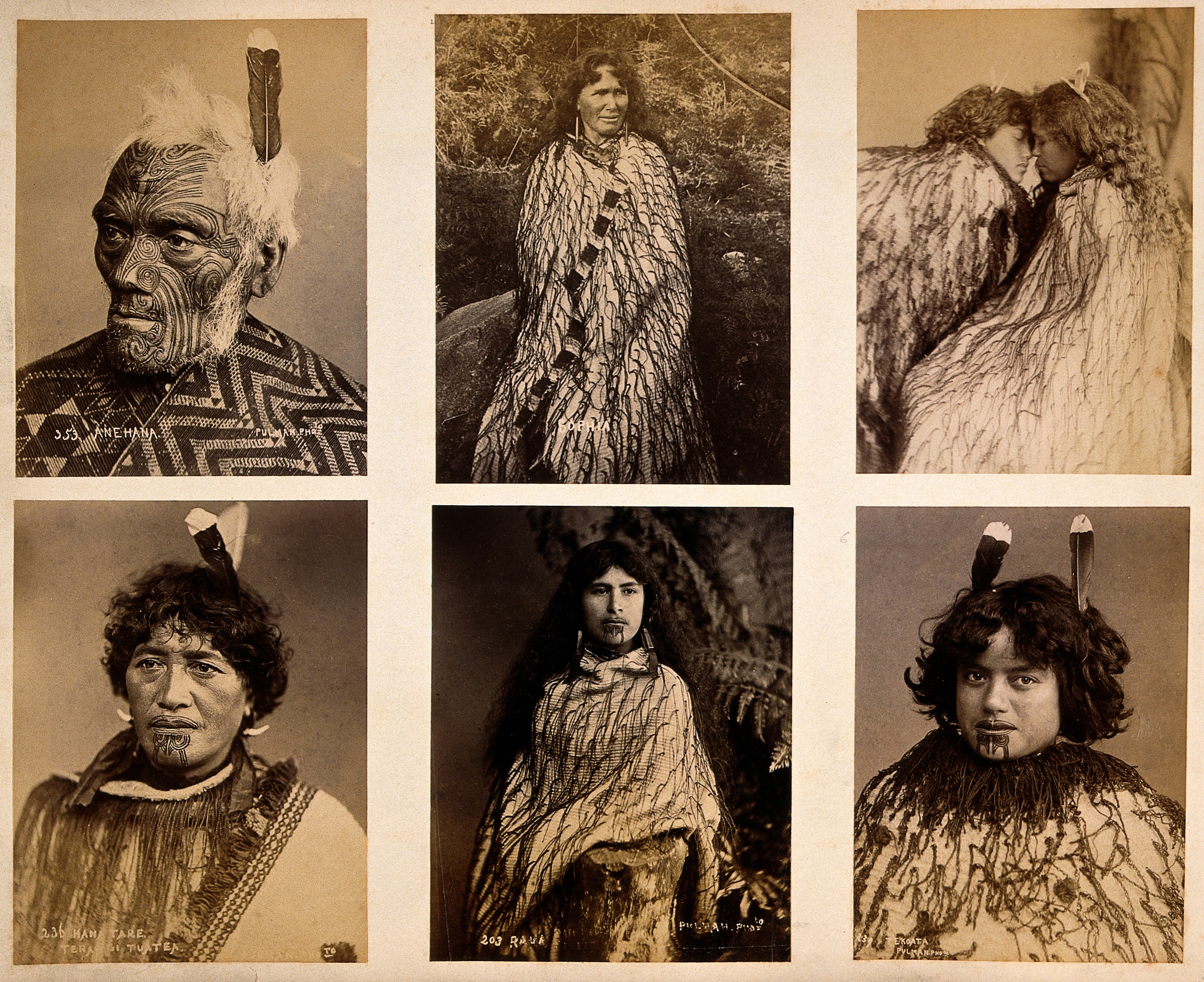
Маорі в різних плащах

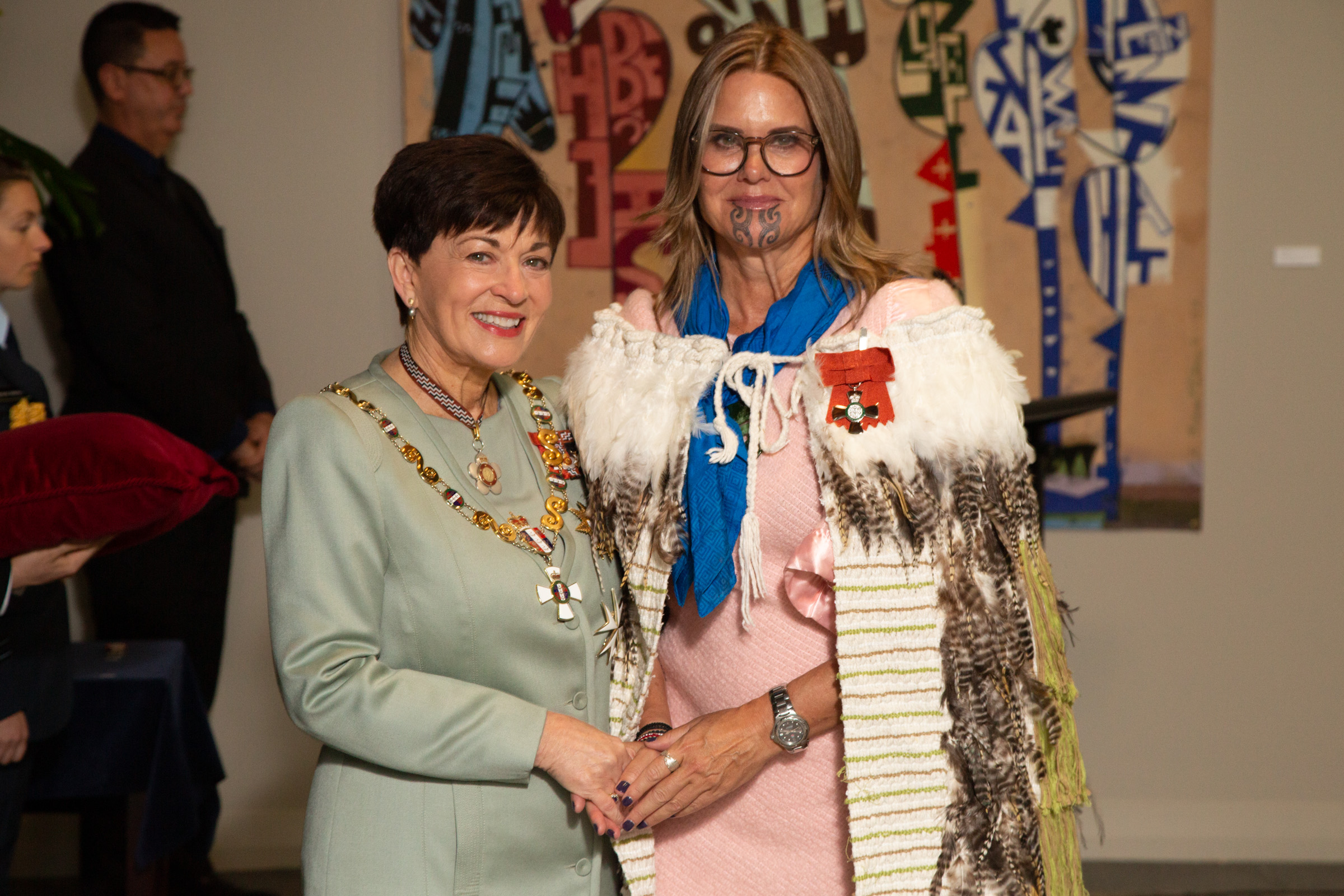
Офіційне нагородження Хінемоа Елдер (праворуч, у плащі) орденом Заслуг, 2019

Какаху (маорі kākahu) — маорійській плащ, створюваній ручним сплетенням ниток. Вважаються вершиною маорійського ткацтва. Виділяється кілька різновидів, у тому числі «каху хурухуру», покриті пір'ям, «каху ківі» з пір'я одноіменного птаха, «каху кури» з собачої шкіри та «короваї», прикрашені пензлями або помпонами.

## Матеріали та технології
Какаху, як та інші твори текстильного мистецтва маорі, плели руками; ткацький верстат ніде в Полінезії не використовувався . Технологія маорійського ткацтва або плетіння еволюціонувала з плетіння мереж для лову риби. Якаху можуть бути різної довжини, деякі з них дістають до землі. Під час плетіння майстрині співали Музика маорі, покликані прискорити процес і допомогти їм уникнути помилок.
Створення одной какахи займає багато місяців, цим переважно займаються жінки . Використовується дві технології: прості практичні вироби для захисту від дощу плели «в одну пару ниток» (маорі 'whatu aho pātahi'), а дорогі, у тому числі майже всі какахи, — «в дві» (маорі whatu aho rua). У першому випадку нитки основи обпліталися з обличчя та вивороту однією парою ниток-качок, а в другому — двома парами, які охоплюють нитку основи ланцюжком, «вкладаючись» одна в іншу.
Виготовлення плащів з харакеке і пір'я — особливість культури маорі, полінезійські плащі інших островів виготовляються з тапи, кори гібіскуса ліповидного, листя)|пандану]] і кокосового койра. Після колонізації маорі стали використовувати для каках нові матеріали: шерсть і бавовна стали заміщати новозеландський льон .
Частини какахи мають власні назви :
- Верхня кромка — уа,
- Краї — тапа,
- нижня кромка — рему.

### Назва та різновиди

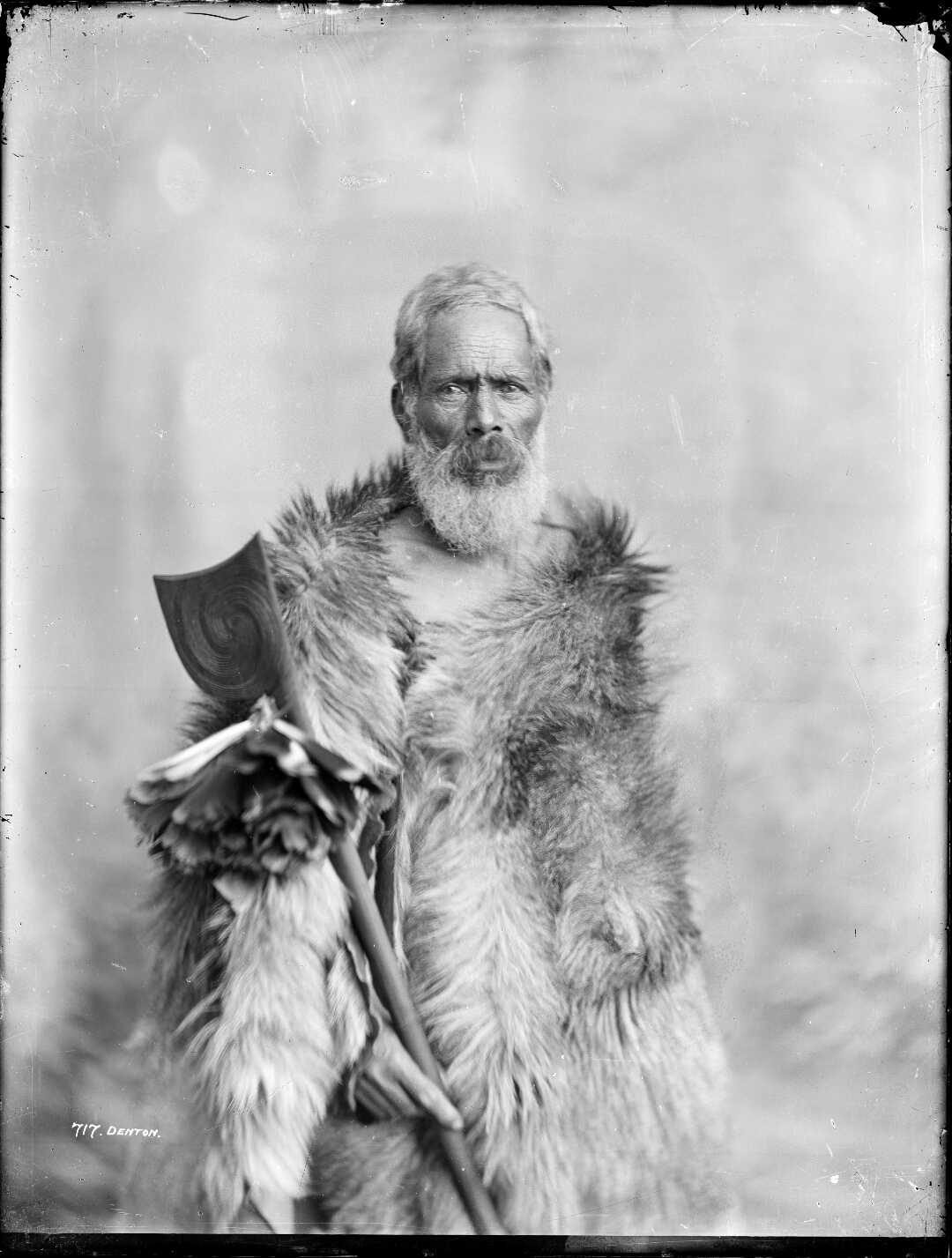
Чоловік у каху кури, близько 1910

Різновиди каках
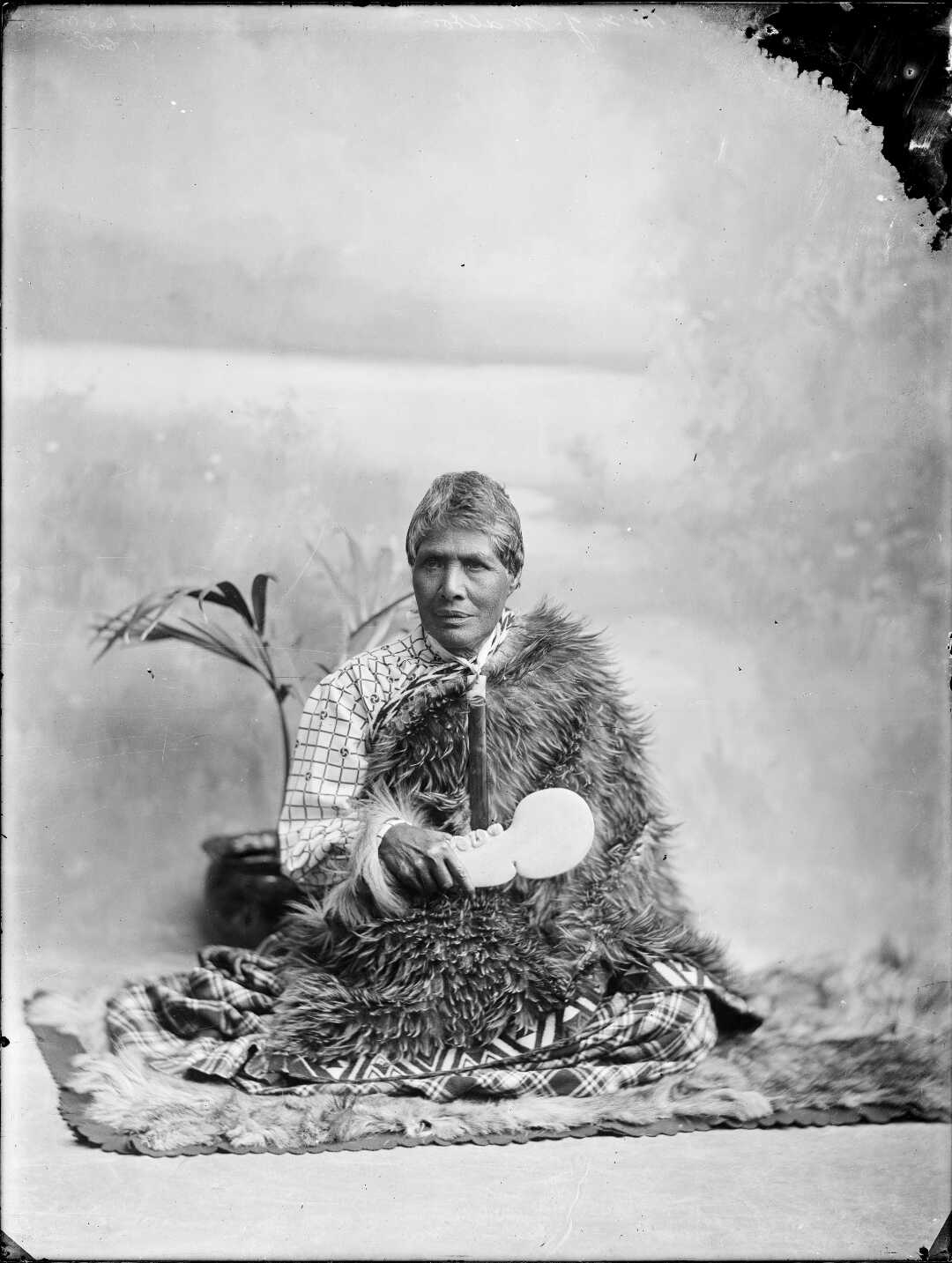
Жінка в каху хурухуру
Нгапере Пуна в короваи хукахука
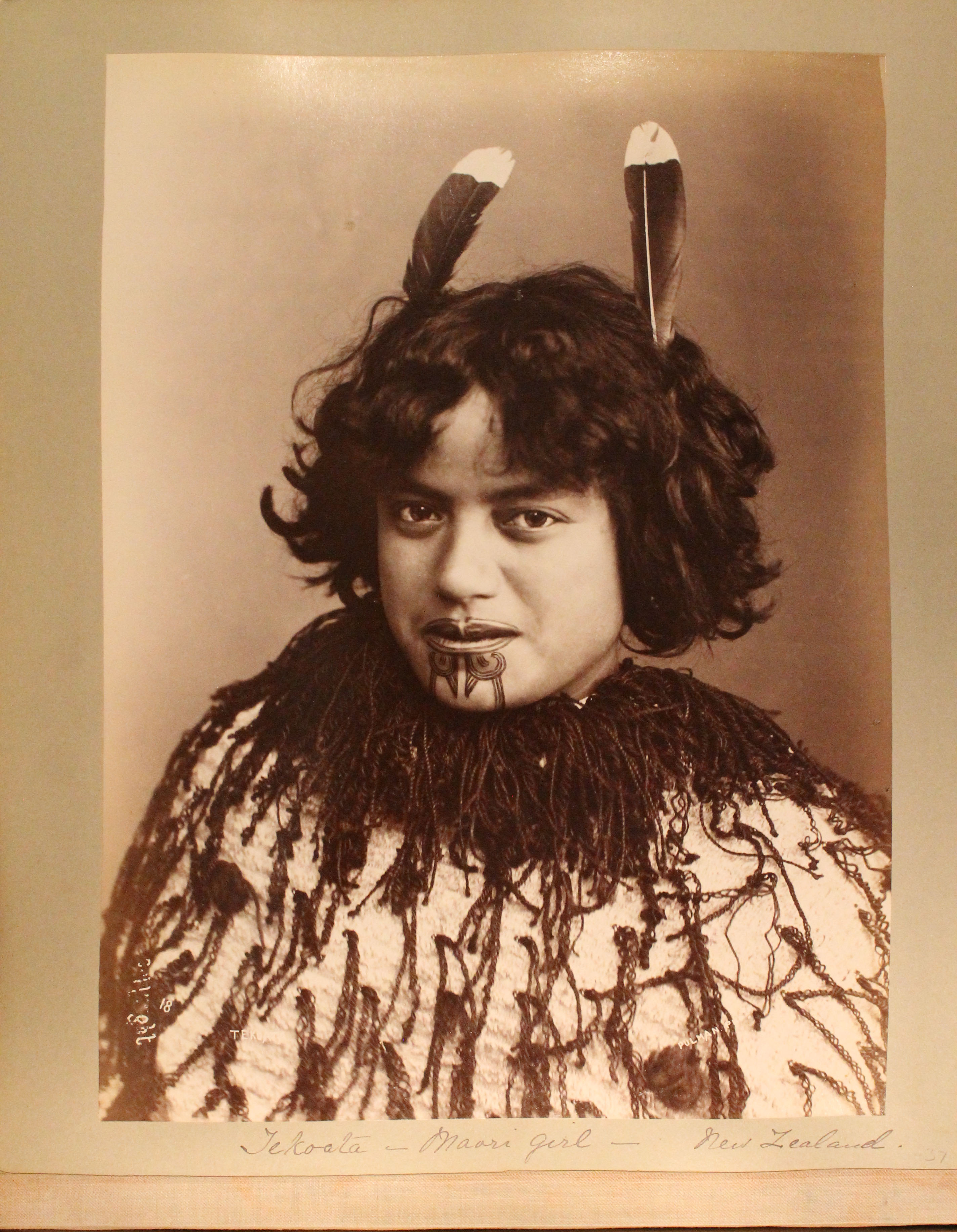

Маорійське слово «какаху» — когнат полінезійських слів для плащів: гавайського і Таїтянська «аху» ('ahu), куцька какаху (kakah'u), маркізська каху.
Найбільш високо цінувалися плащі, вкриті собачою шкірою, «каху курі» (маорі kahu kurī), порізаною на тонкі смужки; при цьому з неї не видаляли шерсть . Каху курі вважалися відповідним одягом для ведучого своїх людей у бій Рангатира рангатиру . У 1826 році незнана жінка на ім'я Муріхака з іві Каї-Таху одягла на себе плащ із собачої шкіри, що належав верховному вождеві Те-Маіхарануї. За це вона була умертвлена, а в вербі почалася міжусобиця . Собака курі вимер, через що в XXI столітті такі плащі вкрай рідкісні.
Плащі, вкриті пташиним пір'ям, називають «каху хурухуру»; плащі з пір'я птиці ківі — каху ківі. Цей вид плащів рідко зустрічався до XVIII століття, однак у 1750-х вони вже стали звичайним видом . При їх виготовленні кожне перо вплітається в тканину окремо. Каху хурухуру розрізняють за типом пір'я: для «каху кура» були потрібні червоні пір'я з-під крил місцевих папуг-кака. Пір'я ківі цінувалися за те, що їх не псували кліщі, а також за аналогією з самим птахом: у доколоніальні часи потайні нічні за способом життя ківі вважалися таємничими птахами, а в XXI столітті вони стали національним символом Нової Зеландії.
Рему (нижній край) какахи-«каїтака» (маорі kaitaka) має власний плетений малюнок, який може містити в тому числі генеалогічну інформацію; орнаменти з плащів повторювали на кошиках . У районі Фангануї замість слова «каїтака» використовується «параваї». Поверхня такой какахи схожа на шовк, а якщо край подвійного плаща, то його називають «каїтака хуакі» (маорі kaitaka huaki). У каках, виготовлених наприкінці XIX століття та позж, зустрічається плетений орнамент на уа (верхньому краї) .
Короваї — какаху, у яких у тканину вплетені кисті з серцевини харакеке . Короваї з простими кистями називаються «хукахука» (маорі korowai hukahuka), а якщо вони заплетені по три, то «карурі» (маорі korowai kārure).
Плащі зі шкіри морського котика називаються «каху кекено», а виготовлені з листя Cordyline indivisa — маорі kahu tōī, похоронних ритуалів] какахой накривали тіло покійного . Їх використовували для обміну, наприклад, на бойове каное, або оплати послуг татуювальників. У 1820-х роках, під час облоги па Тапуїнікау в Таранакі (регіон), жінка-рангатиру Рангі Топеора побігла до свого нареченого наввипередки з суперницею і накинула на нього свію какаху, щоб засвідчити, що він належить їй . У легендах про Тикаве (маорі Tīkawe) і Ті Аохурухуру говориться, що вони загорнулися в какаху-каїтака перед самогубством.
Європейці, які прибували на землі маорі, зазвичай приймали какахи за килимки (англ. mats) і дуже високо їх цінували . Першою людиною, яка назвала какаху «килимком», був Джеймс Кук, і європейці відмовилися від цього терміну лише через 150 років. Найбільша у світі колекція плащів знаходиться в музеї Ті Папа у Веллінгтоні. Перед відкриттям музею його адміністрація перейнялася тим, що в колекції були відсутні сучасні плащі, і, за порадою ткалі Еренори Пукетапу-Хетет, стала використовувати новопридбані вироби в церемонії {sfn Tamarapa, 2019.
У Новій Зеландії XXI століття какаху на постійній основі вже не носять, проте вони продовжують використовуватися як символ могутності та поваги на офіційних зборах, пофірі, днях народження, весіллях, випускних, іноді ними покривають труну на похороні, а також ними можуть обмінюватися .

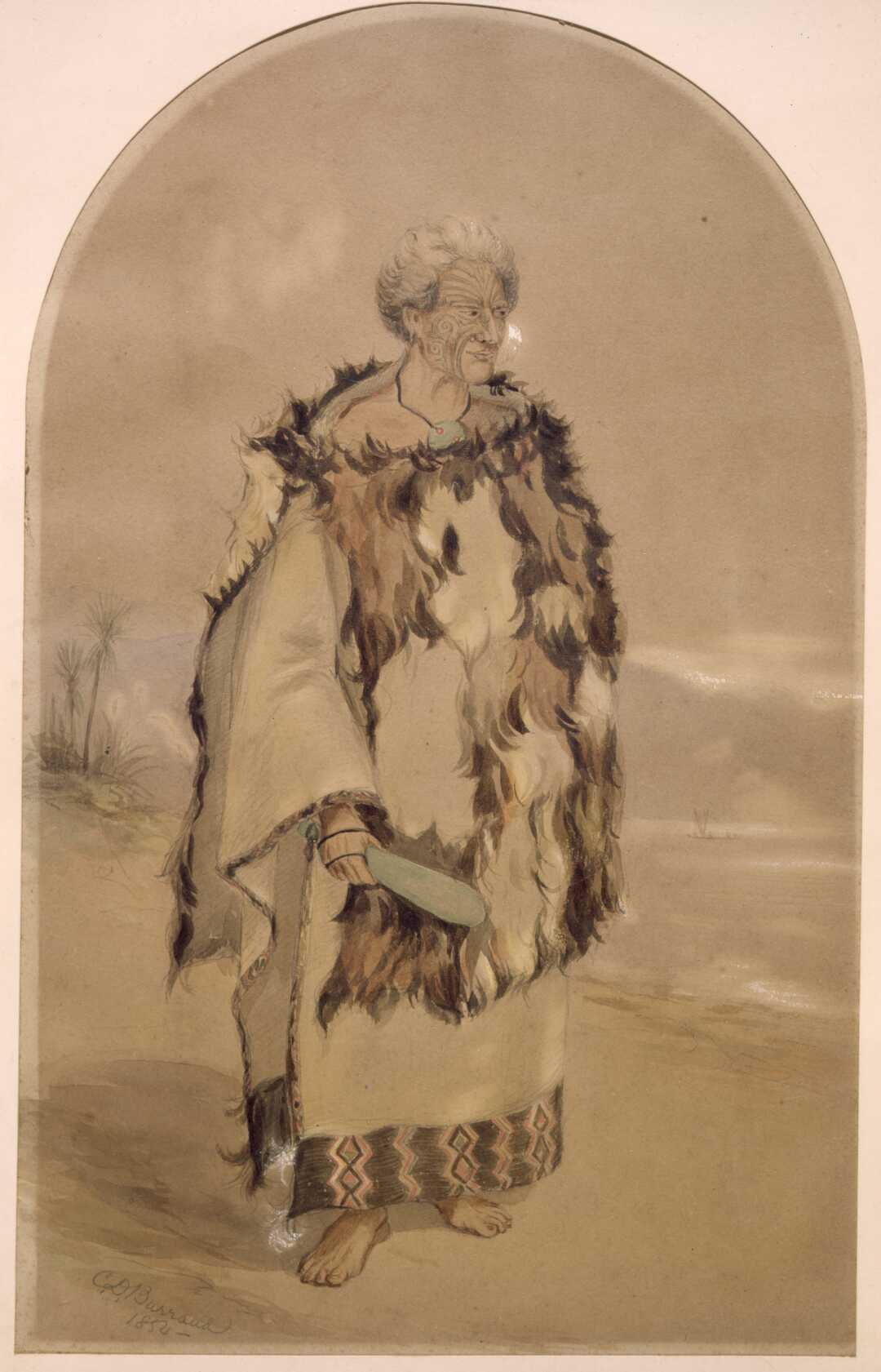
Вождь Ті Рангихаеата в каху курі, накинутої на какаху-каитака
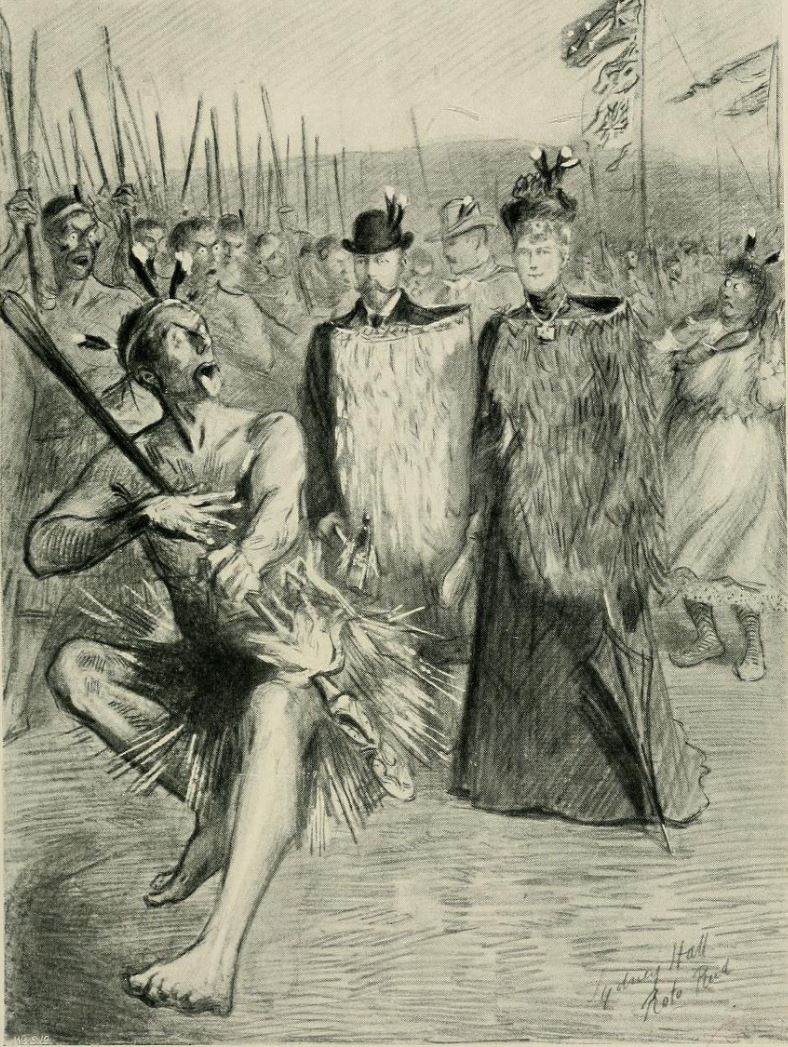
Георг V і Марія Текська у какахе під час візиту до Нової Зеландії
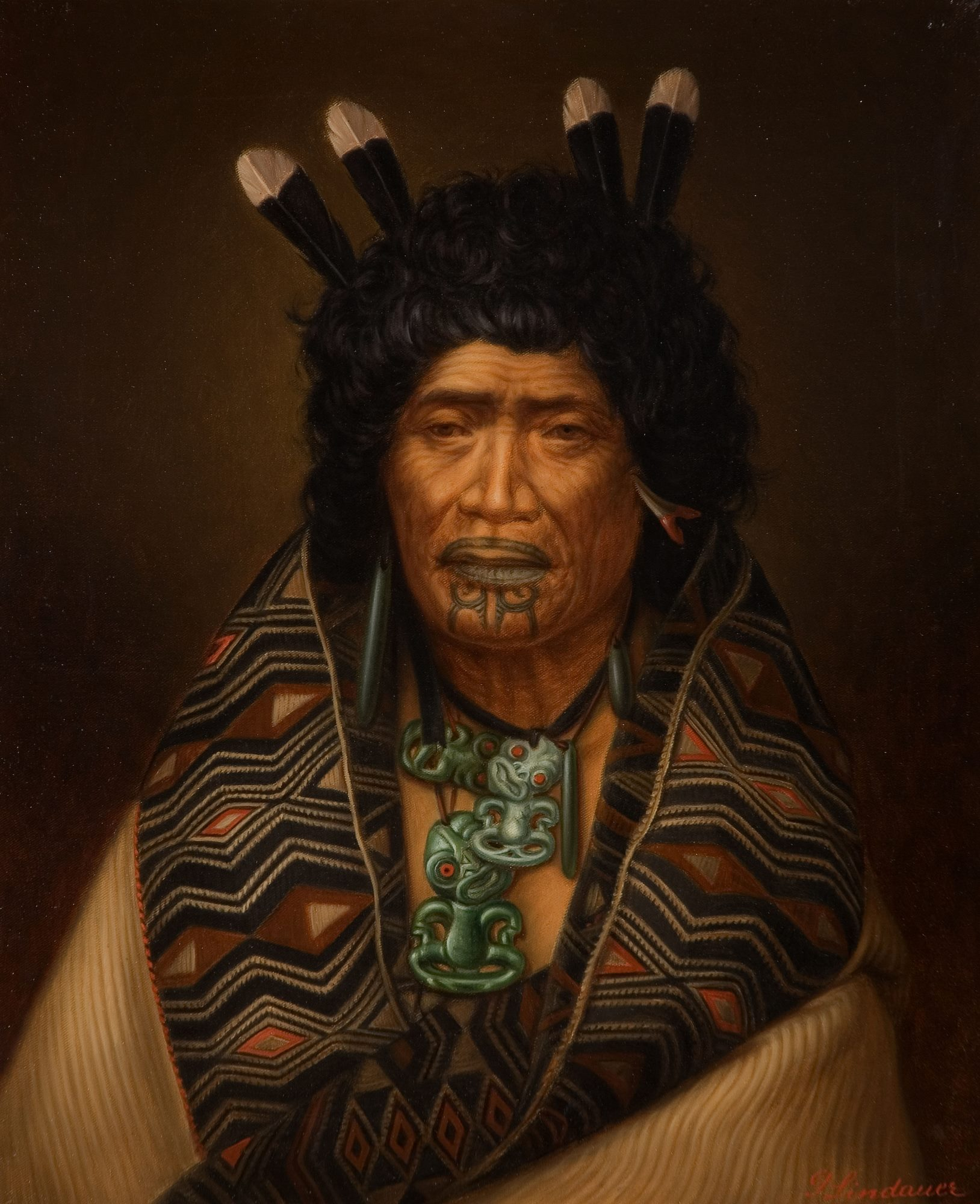
Рангі Топеора, портрет кисті Готтфріда Ліндауера[en]
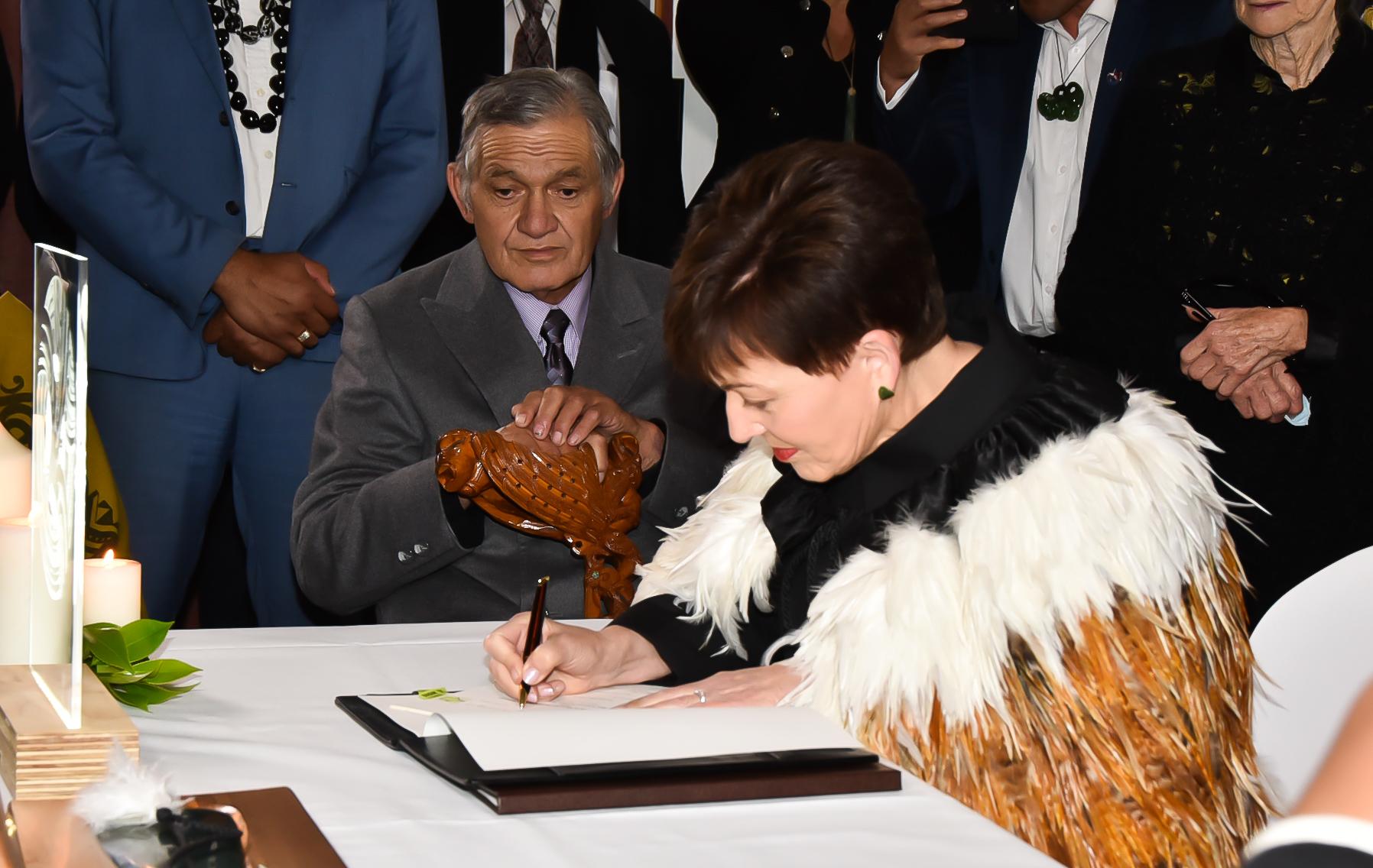
Генерал-губернатор Петсі Редді в якому підписує акт про помилування Руа Кенани

## Фартухи
Жіночі фартухи, «маро копуа» (маорі maro kōpua), не вважаються різновидом какахи, але дуже на них схожі технологією виготовлення .